# Petr Šedivák
Petr Šedivák (Pilsen, Checoslovaquia, 13 de noviembre de 1961) es un deportista checoslovaco que compitió en judo. Ganó una medalla de plata en el Campeonato Europeo de Judo de 1989 en la categoría de –60 kg.
Participó en dos Juegos Olímpicos de Verano en los años 1988 y 1992, su mejor actuación fue un séptimo puesto logrado en Seúl 1988 en la categoría de –60 kg.

## Palmarés internacional
| Campeonato Europeo | Campeonato Europeo   | Campeonato Europeo | Campeonato Europeo |
| Año                | Lugar                | Medalla            | Categoría          |
| ------------------ | -------------------- | ------------------ | ------------------ |
| 1989               | Helsinki (Finlandia) | Medalla de plata   | –60 kg             |